# Crossref
Crossrefは、国際DOI財団のデジタルオブジェクト識別子公式登録機関である。オンライン学術ジャーナルで持続的な出版社間の引用リンクを可能にすることを目的とした出版社間の取り組みの一環として、2000年に設立された。Crossrefは出版社国際リンキング連盟（PILA）が使用している共通名。

## 背景
営利・非営利の両方を含む4,300の学会や出版社を代表する約2,000人の投票会員出版者の非営利連盟であり、オープンアクセスと購読規約両方での多様なビジネスモデルを持つ出版社が加入している。全文の科学コンテンツのデータベースを提供しているわけではないものの、ほかのサイトが管理する配布コンテンツ間のリンクを容易にしている。
現在、学術雑誌、書籍、会議議事録、研究報告書、技術報告書、データセットといった多種多様な100万の資料を連結している。リンクされた資料には、科学・工業・医学（Scientific, Technical and Medical、STM）および社会科学・人文学（Social Sciences and Humanities、SSH）の分野の資料が含まれる。また、デジタルオブジェクト識別子を使った参照リンクを提供するための技術やビジネスのインフラも提供している。さらに、デジタルオブジェクト識別子の預託や照会をするサービスも行っている。
デジタルオブジェクト識別子の学術参照の連結技術に加え、参加者間の共通リンク契約も可能にしている。会員は現行のジャーナルコンテンツにデジタルオブジェクト識別子を割り当てることや、他の出版社に自身の資料のリファレンスをリンクすることに同意している。このリポジトリはシステムワークを生成するのに重要な構成物である。
非出版団体も会員になれば参加可能である。このような団体には図書館、オンラインジャーナル管理者、リンクサービスプロバイダ、セカンダリデータベースプロバイダ、検索エンジン、記事検索ツールプロバイダが含まれる。

## サービス
学術資料にデジタルオブジェクト識別子を割り当てることに加え、Crossrefでは「協同作業を推進しての信頼できる電子資料の容易な認証と使用と持続可能なインフラの適用」を目的を果たすために剽窃のスクリーニングや寄付者識別などのサービスを提供している。

## 受賞
2012年9月、学協会出版者協会（ALPSP）のAward for Contribution to Scholarly Publishingを受賞。ALPSPによれば、「4,000人以上の出版関係参加者とともに、Crossrefが達成したことは国際的で、出版社だけでなく文学のコミュニティや研究者にとってとても良いことである。Crossrefは独自的な立場でCrossref Cited by Linking、CrossCheck、CrossMarkその他最新プロジェクトであるFundRefといった他のサービスを提供するために構築している。Crossrefのサービスは学術コミュニケーションのための業界による最も良い収集のためのソリューションを提供している」。
2009年5月、科学編集者評議会（CSE）の年次会議で、CrossrefはCSEのAward for Meritorious Achievementを受賞した。これは個人ではなく団体が受賞した二例目である。
2008年9月、iThenticateによる剽窃スクリーニングサービスであるCrossCheckで、ALPSPのInnovation in Publishing賞を受賞した。